# Varanus telenesetes
Espèce
Statut de conservation UICN

 DD  : Données insuffisantes
Statut CITES
Varanus telenesetes est une espèce de sauriens de la famille des Varanidae.

## Répartition
Cette espèce est endémique de l'île de Rossel dans les Louisiades en Papouasie-Nouvelle-Guinée.

## Publication originale
- Sprackland, 1991 : Taxonomic review of the Varanus prasinus group with descriptions of two new species. Memoirs of the Queensland Museum, vol. 3, n. 3, p. 561-576.